# Jurandir Pires
Jurandir de Castro Pires Ferreira (Rio de Janeiro, 22 de fevereiro de 1900 – Rio de Janeiro, 4 de maio de 1982) foi um engenheiro geólogo, jornalista e político brasileiro.

## Biografia
Filho de Joaquim de Lima Pires Ferreira e Maria de Castro Pires Ferreira. Aluno do Colégio Pedro II na então capital federal ingressou na Escola Politécnica da Universidade Federal do Rio de Janeiro e ainda na universidade foi fiscal do Porto do Rio de Janeiro graduando-se Engenheiro Geólogo.
Após a graduação foi um dos construtores da Estrada de Ferro Petrolina-Teresina sem declinar de suas atividades profissionais no Rio de Janeiro, dentre as quais trabalhar na Estrada de Ferro Central do Brasil, da qual foi diretor comercial. Levado ao exílio em Lisboa devido a Revolução de 1930, lá publicou Abaixo as Máscaras e montou o primeiro noticiário radiofônico da capital portuguesa. De volta ao Brasil foi chefe de gabinete de João de Mendonça Lima, Ministro da Viação e Obras do Estado Novo. Nessa função participou da elaboração do estatuto da Companhia Siderúrgica Nacional e do Regulamento Geral de Transportes. Presidiu ainda a Confederação das Associações de Engenheiros Ferroviários do Brasil.
Mesmo assessor do governo aderiu de imediato à Esquerda Democrática junto de Hermes Lima e João Mangabeira, dentre outros, apoiando o Brigadeiro Eduardo Gomes na eleição presidencial de 1945, ano em que foi eleito deputado federal pela UDN. Partícipe da Assembleia Nacional Constituinte que elaborou a Constituição de 1946, filiou-se ao PSD tão logo foi promulgada a nova carta. Renunciou em agosto de 1950 para assumir a direção da Estrada de Ferro Central do Brasil, mas foi eleito suplente de deputado federal no mesmo ano e em 1954 pelo antigo Distrito Federal.
Em sua primeira passagem pelo Congresso Nacional formou dupla com seu pai que exercia então o mandato de senador pelo Piauí. Pai de Dirno Pires, deputado federal pelo referido estado.

### Presidente do IBGE

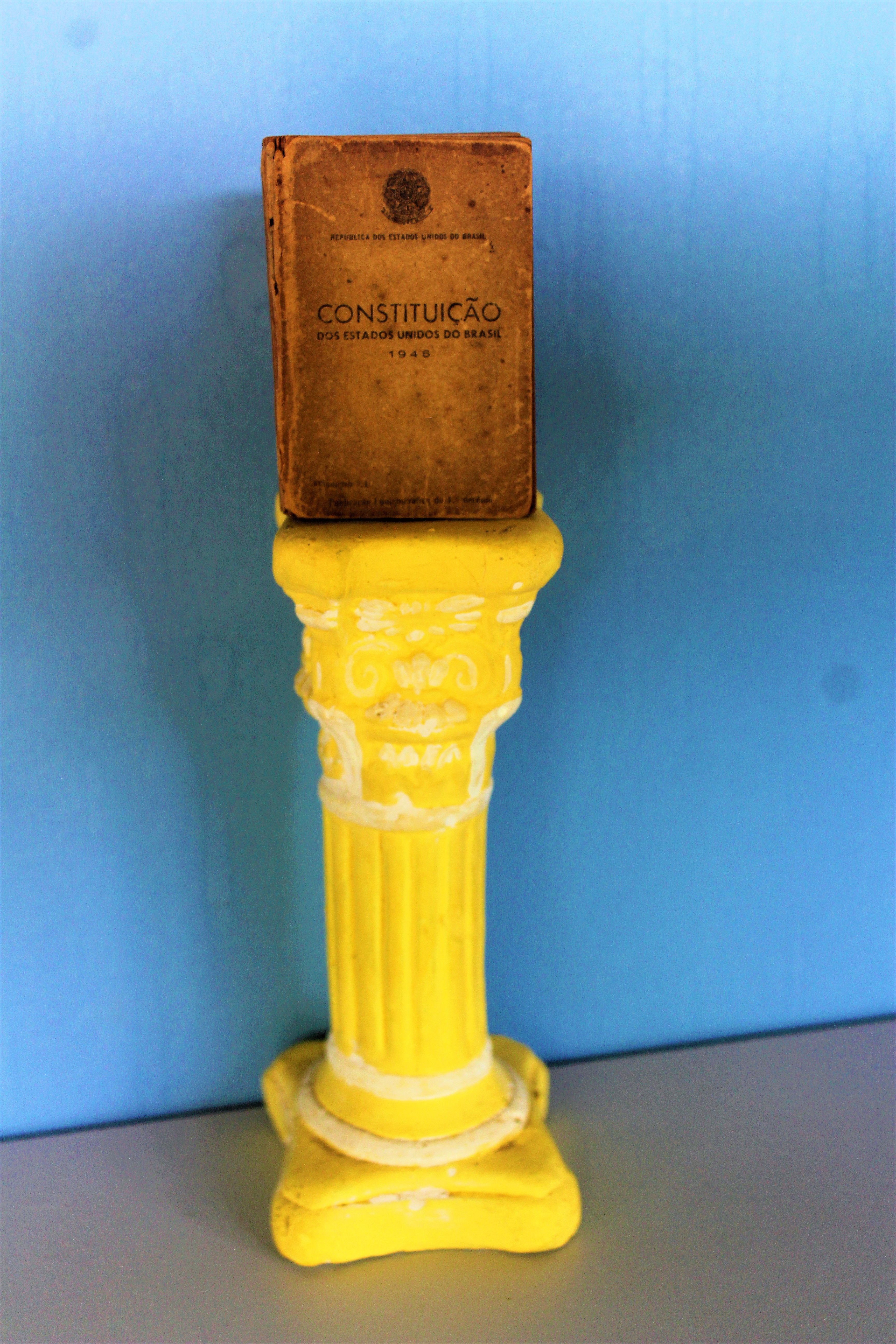
Exemplar comemorativo, em mini livro, da Constituição de 1946, impresso na gestão de Jurandir Pires na presidência do IBGE.

Presidente do Instituto Brasileiro de Geografia e Estatística (1957-1961), afastou-se do cargo para disputar em 1958 um novo mandato de deputado federal quando obteve outra suplência, chegando a exercer o mandato por força de uma convocação.
Foi na presidência de Jurandir Pires e do vice-presidente Moacir Malheiros Fernandes Silva que o IBGE publicou a Enciclopédia dos Municípios Brasileiros